# Magelanski oblaci
Magelanski oblaci (ili Nubeculae Magellani) dve su nepravilne patuljaste galaksije vidljive na Južnoj nebeskoj hemisferi. One su članovi Lokalne grupe i orbitiraju galaksiju Mlečni put. Pošto obe pokazuju znakove spiralne strukture, često su klasifikovane kao Magelanske spiralne galaksije.
Dve galaksije su:
- Veliki Magelanov oblak (LMC), udaljen oko 163.000 svetlosnih godina[3][4]
- Mali Magelanov oblak (SMC), udaljen oko 206.000 svetlosnih godina[5][6]

## Istorija
Magelanski oblaci su bili poznati još od starih vremena domorodačkim narodima Južne Amerike i Afrike, a od prvog milenijuma u Zapadnoj Aziji. Veruje se da je prvo sačuvano pominjanje velikih Magelanskih oblaka u petroglifima i stenskim crtežima pronađenim u Čileu. Pretpostavlja se da su oni objetki koje pominje polihistor Ibn Kutajba (umro 889. godine pne) u svojoj knjizi Al-Anva (posmatranje Meseca u preislamskoj arapskoj kulturi):
„وأسفل من سهيل قدما سهيل . وفى مجرى قدمى سهيل، من خلفهما كواكب زهر كبار، لا ترى بالعراق، يسميها أهل تهامة  الأعبار
I ispod Kanopusa, stoje stopala Kanopusa, a na njihovom produžetku, iza njih su sjajne velike zvezde, koja se ne vidi u Iraku, a narod Tihame ih naziva al-a‘bār.”
Kasnije je Al Sufi, profesionalni astronom, 964. godine u svojoj Knjizi fiksnih zvezda, pomenuo isti navod, ali sa različitim spelovanjem. Pod Argo Navisom, on je naveo da su „neimenovani drugi tvrdili da ispod Kanopusa postoje dve zvezde poznate kao 'noge Kanopusa', i da se ispod njih nalaze sjajne bele zvezde koje nisu viđene u Iraku, niti Nadždu, i da su ih stanovnici Tihame nazivali ih al-Bakar [krave], dok Ptolemej nije spomenuo ništa o tome, tako da mi [Al-Sufi] ne znamo da li je to istina ili neistina.” Ibn Kutajba i Al-Sufi su verovatno citirali iz rada o Anvi poznatog naučnika Abu Hanifa Dinavarija, koje uglavnom nije sačuvano do današnjeg vremena. Abu Hanifa je verovatno citirao ranije izvore, koje su možda samo priče putnika, te otuda i Al Sufijevi komentari o njihovoj verodostojnosti.
Na Šri Lanci su se od davnina ovi oblaci nazivali Maha Mera Paruvataja, što znači „velika planina”, jer izgledaju kao vrhovi dalekog planinskog lanca.
U Evropi, o Oblacima su prvi izveštavali italijanski autori iz 16. veka Peter Martir d'Anghiera i Andrea Korsali, pri čemu su oba dela zasnovana na portugalskim putovanjima. Potom je o Oblacima izvestio Antonio Pigafeta, koji je pratio ekspediciju Ferdinanda Magelana na njegovom obilaženju sveta 1519–1522. Međutim, imenovanje oblaka po Magelanu nije postalo široko zastupljeno do znatno kasnijeg perioda. U Bajerovoj Uranometriji oni su označeni kao nubecula major i nubecula minor. Na zvezdarskoj mapi iz 1756. godine francuskog astronoma Lakaja oni su označeni kao le Grand Nuage i le Petit Nuage („Veliki oblak” i „Mali oblak”). Heršel iz Kejp opservatorije u Južnoj Africi je proveo 4 godine pišući izveštaj na 400 stranica koji je objavljen 1847. godine. U tom izveštaju je detaljno opisano preko hiljadu od mnogobrojnih zvezda, maglina i klastera koji sačinjavaju oblak koji je, čini se, bio zasebna udaljenija grupa od uobičajenih zvezda u Mlečnom putu, što je rani pokazatelj zasebne galaksije.

## Literatura
- Eric Chaisson and Steve McMillan, Astronomy Today (Englewood Cliffs: Prentice-Hall, Inc., 1993), p. 550.
- Michael Zeilik, Conceptual Astronomy (New York: John Wiley & Sons, Inc., 1993), pp. 357–8.
- „NAME Magellanic Stream”. SIMBAD. Centre de données astronomiques de Strasbourg.
- Discovery: Wannier, P.; Wrixon, G. T. (1972). „An Unusual High-Velocity Hydrogen Feature”. Astrophysical Journal. 173: L119 – L123. Bibcode:1972ApJ...173L.119W. doi:10.1086/180930.
- MC connection made: Mathewson, D. S.; Cleary, M. N.; Murray, J. D. (1974). „The Magellanic stream”. Astrophysical Journal. 190: 291–296. Bibcode:1974ApJ...190..291M. doi:10.1086/152875.
- Initial modelling: Murai, T.; Fujimoto, M. (1980). „The Magellanic Stream and the Galaxy with a Massive Halo”. Publications of the Astronomical Society of Japan. 32: 581–604. Bibcode:1980PASJ...32..581M.
- LAF discovery: Putman, M. E.;  . (1998). „Tidal disruption of the Magellanic Clouds by the Milky Way”. Nature. 394 (6695): 752—754. Bibcode:1998Natur.394..752P. arXiv:astro-ph/9808023 . doi:10.1038/29466.
- Yoshizawa, Akira M.; Noguchi, Masafumi (2003). „The dynamical evolution and star formation history of the Small Magellanic Cloud: effects of interactions with the Galaxy and the Large Magellanic Cloud”. MNRAS. 339 (4): 1135–1154. Bibcode:2003MNRAS.339.1135Y. doi:10.1046/j.1365-8711.2003.06263.x .
- Mastropietro, C.; Moore, B.; Mayer, L.; Wadsley, J.; Stadel, J. (2005). „The gravitational and hydrodynamical interaction between the Large Magellanic Cloud and the Galaxy”. MNRAS. 363 (2): 509–520. Bibcode:2005MNRAS.363..509M. arXiv:astro-ph/0412312 . doi:10.1111/j.1365-2966.2005.09435.x.
- Connors, Tim W.; Kawata, Daisuke; Gibson, Brad K. (2005). „N-body simulations of the Magellanic Stream”. Monthly Notices of the Royal Astronomical Society. 371: 108—120. Bibcode:2006MNRAS.371..108C. arXiv:astro-ph/0508390 . doi:10.1111/j.1365-2966.2006.10659.x.
- Shattow, Genevieve; Loeb, Abraham (2009). „Implications of recent measurements of the Milky Way rotation for the orbit of the Large Magellanic Cloud”. Monthly Notices of the Royal Astronomical Society: Letters. 392 (1): L21—L25. Bibcode:2009MNRAS.392L..21S. arXiv:0808.0104 . doi:10.1111/j.1745-3933.2008.00573.x.
- Freedman, Wendy L.; Madore, Barry F. (2010). „The Hubble Constant”. Annual Review of Astronomy and Astrophysics. 48: 673—710. Bibcode:2010ARA&A..48..673F. arXiv:1004.1856 . doi:10.1146/annurev-astro-082708-101829.
- Majaess, Daniel J.; Turner, David G.; Lane, David J.; Henden, Arne; Krajci, Tom (2010). „Anchoring the Universal Distance Scale via a Wesenheit Template”. Journal of the American Association of Variable Star Observers. 39 (1): 122. Bibcode:2011JAVSO..39..122M. arXiv:1007.2300 .